# 女棒甲子園
《女棒甲子園》（日语：プリンセスナイン 如月女子高野球部）是一部以女子高中硬式棒球隊做為取向的日本電視動畫，並以闖進甲子園為目標。1998年在NHK BS2《衛星動畫劇場》播出，台灣曾在1990年代末期播出並多次重播。
香港及中國大陸地區大多以《女棒甲子園》為稱，台灣因作品知名度的關係而有不同的譯名，英語系國家以《Princess Nine》做為正式名稱。

## 故事大綱
在一次棒球比賽當中，一個具有棒球細胞的美少女早川涼出現；她的球技恰巧被如月女子高校理事長冰室桂子給發掘，冰室桂子認定她就是「那男人」早川英彥的後代。於是，為了愛、為了夢想，冰室桂子不顧如月女子高校董事會的反對，向媒體正式宣佈如月女子高校要成立硬式棒球社，也改變了早川涼等人的命運……
從此，如月女子高校將邁向甲子園之路。

## 人物簡介

### 如月女子高校棒球社
早川涼（配音員： 長澤美樹； 沈小蘭； 許淑嬪（年代體育台）／林凱羚（台視））
投手，該作的主角，如月女子高校棒球社王牌，也是唯一的投手，擁有父親的棒球細胞，並能投出與男子球員相仿的快速球（根據作品中的描述，大約可投出130公里的速球）。後來被激發，投出父親投過的魔球，由於母親經營關東煮店的關係，因此高杉宏樹將她取了一個綽號「油豆腐」（漫畫版譯為「黑輪妹」）。左投左打。身高161.5cm、體重45.5kg、4月2日生、血型O。
大道寺真央（配音員： 進藤心； 袁淑珍； 王瑞芹（台視））
捕手，原柔道社社員，由於體型壯碩，被寧寧發掘是個可擔任捕手的人才。於是真央認為自己在柔道社已無發展空間，加上早川涼的遊說之下，為了重新證明自己的力量，決定退出柔道社、加入棒球社，初期加入時常漏接球，索性靠著自己的力量克服。右投右打。身高175.5cm、體重 ? kg、3月3日生。
吉本光（配音員： 永澤菜教； 林元春； 謝佼娟（年代體育台）／楊凱凱（台視））
一壘手，曾為全國女子軟式棒球的最優秀球員，來自大阪，說話時帶有濃厚的關西腔，自後期開始對夏木誠四郎有好感，特徵是雙馬尾。右投左右開弓。身高158cm、體重45kg、2月14日生、血型B。
森村聖良　配音員： 冰上恭子； 鄭麗麗； 蔣篤慧（年代體育台）／魏晶琦（台視）
二壘手（漫畫版為中堅手），中學時代即為田徑好手，被認為具有奪得奧運獎牌的實力。後來雙親離異，性格大變，成為不良少女。
木戶教練在尋找聖良任務中，從娛樂場所中找到聖良，並留下一張畫了棒球社地圖的紙條。因為這一張紙條，聖良就此與如月女子高校棒球社結下關係。右投右打。身高171cm、體重50.5kg、11月27日生、血型B。
冰室泉（配音員： 金月真美； 陸惠玲； 蔣篤慧（年代體育台）／王瑞芹（台視））
三壘手，如月女子高校理事長的女兒，在加入棒球社之前為網球好手，有著大小姐的傲嬌性格，對高杉宏樹有好感，和早川涼有些嫉妒和過節。具有網球底子的她，有著強而有勁的擊球力道，連男子球員也望塵莫及。
在被涼的誠心打動及對母親與早川英彥過往情形的釋懷下，加入棒球社，是最後一位加入棒球社的成員。右投右打。身高168.5cm、體重48.8kg、8月5日生、血型A。
三田加奈子（配音員： 笠原留美； 盧素娟； 馮友薇→賀世芳（年代體育台）／魏晶琦（台視））
游擊手，如月女子高校校長的女兒，眼鏡娘，在校成績優良，功課一向名列前矛。原先父親希望加奈子未來能當個醫生，答應父親不再繼續打棒球，而就讀女校；後來以偽名「小中多美」並以變裝的方式瞞著父親加入棒球社，在與臨海大附屬高校的比賽中自行揭開身份。右投右打。身高160.3cm、體重48.5kg、6月10日生、血型A。
東雪（配音員： 川澄綾子； 黃鳳英）
左外野手，中學時代曾是關東地區軟式棒球最優秀球員，因表現搶眼，被中學時的隊友排斥與欺侮，及一連串的挫折之下，個性變得沉默與封閉。在失意的時候，有一個來自星的外星人「飛飛」（フィーフィー）降臨雪的身邊，自稱能帶給雪好運，從此雪帶在身上當她的護身符。右投右打。身高164.4cm、體重47kg、11月1日生、血型AB。
堀田小春（配音員： 矢島晶子； 蔡惠萍； 馮友薇→賀世芳（年代體育台）／林凱羚（台視））
中堅手（漫畫版為二壘手），來自土佐海邊的女孩，曾冒充男子球員身份參賽，後被發現而退隊。在木戶教練與涼看完她的比賽影帶後，希望能網羅小春，不料小春以照顧家裡年邁的父親為由而不願繼續打球；在涼親自出馬說服與海灘上的對決之下，小春終加入棒球社。右投右打。身高158.3cm、體重45kg、1月3日生、血型O。
渡嘉敷陽湖（配音員： 飯塚雅弓； 梁少霞； 謝佼娟（年代體育台）／楊凱凱（台視））
右外野手，一個不曾有棒球經歷的女孩，嘴角下有一顆痣。喜歡唱歌，一直希望加入演藝圈當個藝人。從報紙上得知如月女子高校理事長宣佈成立硬式棒球社後，便前往自我引薦。在棒球社與聖良是冤家的關係。右投右打。身高158.5cm、體重41.9kg、10月10日生、血型AB。
木戶晉作（配音員： 石井康嗣； 招世亮）
棒球社的總教練，生性浪漫，沒事喜歡喝酒，對酒類毫無抗拒，高中時曾與早川英彥為投捕搭檔。
毛利寧寧（配音員： 川田妙子； 黃麗芳； 許淑嬪（年代體育台）／楊凱凱（台視））
棒球社的經理，個性天真活潑，有些自戀。因嚮往棒球漫畫的情節，便自願成為棒球社的經理，為棒球社做任何事。無論在說話與做風上，幾乎與棒球漫畫離不開關係。在一次與中學生的練習賽當中，曾上場客串比賽。身高161.7cm、體重46.5kg、9月9日生、血型O。

### 早川家
早川志乃（配音員： 島本須美； 雷碧娜； 王瑞芹（台視））
早川涼的母親，早川英彥之妻，經營一家關東煮店，在英彥去世後獨自扶養涼長大。
早川英彥（配音員： 井上和彥； 李錦綸）
早川涼與冰室泉的父親，曾經拿過全國高校棒球聯賽的冠軍。職棒生涯曾風光一時，曾投出過令人震撼的閃電魔球，後因黑球事件被永久逐出職棒界，在一場意外中去世。該角色以1960年代末期日本職棒黑霧事件的涉案球員池永正明為藍本。

### 其他人物
高杉宏樹（配音員： 子安武人； 馮錦堂； 魏伯勤（年代體育台）／于正昇（台視））
如月高校棒球隊隊員，為高杉財團的公子，高一時即擔任第四棒的重責，被喻為天才型球員。對早川涼有好感，與冰室泉是青梅竹馬關係，並存有曖昧，在三人間形成了複雜的三角關係。
夏目誠四郎（配音員： 岩永哲哉； 鄺樹培； 劉傑（年代體育台）／符爽（台視））
如月高校學生，專長是美術，與早川涼是青梅竹馬關係。心中一直對涼有好感，但始終沒有表達出來。
冰室桂子（配音員： 榊原良子； 林丹鳳； 馮友薇→賀世芳（年代體育台）／魏晶琦（台視））
如月女子高校理事長，冰室泉的母親，組成如月女子高校棒球社的推手。在不顧董事會的反對之下，成立了硬式棒球社，並以打進甲子園為目標。
在早川英彥與志乃結婚前，兩人曾有過一段情。而成立女子硬式棒球隊的原因，只為了再看見英彥的後代在球場上奔馳的英姿。
三田校長（配音員： 龍田直樹； 源家祥； 于正昇（台視））
如月女子高校校長，加奈子的父親。
小貫主任（配音員： 三木真一郎 ； 李錦綸）
如月女子高校教務主任，喜歡跟在三田校長身邊。
高杉宏之助（配音員： 藤本讓； 盧國權）
高杉財團總裁及高中棒球協會前會長，高杉宏樹的爺爺，扮演如月女高申請加入全國高中棒球大賽參賽權的關鍵人物。
日下誠
漫畫版原創人物，《大和體育報》的女記者，早期曾受在早川英彥的影響而成為記者；後遇上早川涼後，便持續給予支持，在涼困難之時適時幫了她與如月女高的忙。

## 主題曲
- 片頭曲：『Princess Nine』（プリンセスナイン）

- 歌：長澤美樹、金月真美
- 作詞：SHOUYOU
- 作曲・編曲：天野正道

- 片尾曲：『PASSIONATE DAYS』

- 長澤美樹、金月真美
- 作詞：SHOUYOU
- 作曲・編曲：天野正道

## 各話標題
| 1. わたし早川涼、15歳! 2. 名門女子高に野球部が!? 3. お父さんが立ったマウンドへ 4. よろしくね、聖良さん 5. 荒波スイングと、対決! 6. このボールを受けとめて 7. いずみさん、あなたが欲しい! 8. 野球部の運命をかけて 9. 勝った者と負けた者と 10. 如月ナイン誕生! 11. 私たちは甲子園をめざす! 12. 涙の100連発 13. オンナのコ作戦開始! | 14. 幻のイナズマボール 15. お父さんのスキャンダル 16. さよなら、野球部 17. 夢… 18. 加奈子のバースデー・プレゼント 19. 偽れない想い 20. 胸さわぎの強化合宿 21. 高杉くんなんて、嫌い! 22. ユキ、ひとりじゃないよ! 23. 美女と野獣の対決! 24. Kiss… 25. 運命の準決勝 26. 輝け! プリンセスナイン |

## 外部連結
- （日語）女棒甲子園官方網頁
- 女棒甲子園（動畫）在動畫新聞網百科全書中的資料（英文）